# Dockton (Washington)
Dockton es un área no incorporada ubicada en el condado de King en el estado estadounidense de Washington.

## Geografía
Dockton se encuentra ubicado en las coordenadas 47°22′18″N 122°27′33″O / 47.37167, -122.45917.